# René (film)
René je český časosběrný dokumentární film Heleny Třeštíkové z roku 2008.

## Děj
Dokument sleduje sedmnáctiletého Reného Plášila, který pravidelně střídá vězení a svobodu. Kamera ho opět potkává po dvaceti letech. Jeho život se za tu dobu moc nezměnil. Pořád balancuje na hraně zákona. Za tu dobu napsal a publikoval dvě knihy. Jeho cesta vždy vede zpět do vězení, kde si nechává potetovat celé tělo. V průběhu let onemocněl roztroušenou sklerózou. Ve filmu jsou zachyceny jeho názory a pohled na svět.

## Ocenění a nominace
European Film Awards:
- 2008 – Helena Třeštíková (Nejlepší dokument)[1]

Český lev:
- 2008 – Nominace: Helena Třeštíková (Nejlepší dokumentární film)[2]

Mezinárodní festival dokumentárních filmů Ji.hlava:
- 2008 – Cena publika[3]